# Autolytus simplex
Autolytus simplex är en ringmaskart som beskrevs av Ehlers 1900. Autolytus simplex ingår i släktet Autolytus och familjen Syllidae. Inga underarter finns listade i Catalogue of Life.